# シュヴェービッシュ・ハル
シュヴェービッシュ・ハル（ドイツ語: Schwäbisch Hall, ドイツ語発音: [ˈʃvɛːbɪʃ ˈhal]）は、ドイツのバーデン＝ヴュルテンベルク州北東部、ハイルブロンの約37km東、シュトゥットガルトの約60km北東に位置する都市である。
この街は、1802年から1934年まで（あるいは今日でも日常会話では）、単に「ハル」と呼ばれていた。シュヴェービッシュ・ハル郡の郡庁所在地であり、最大の町であって、中心的都市の役割を担っている。
1960年10月1日以降、シュヴェービッシュ・ハルは、グローセ・クライスシュタット（Große Kreisstadt、中核地方都市を意味する）となった。シュヴェービッシュ・ハルは、ミヒェルバッハ・アン・デア・ブリツ、ミヒェルフェルト、ローゼンガルテンといった周辺自治体と行政共同体を形成している。

## 地理
シュヴェービッシュ・ハルは、険しく刻み込まれたコッハー川の渓谷の古い塩井に位置する町である。新しい市域は、川の両岸のシュヴァーベン＝フランケンの森に囲まれた「ハル盆地」一帯に及ぶ。

### 隣接する自治体
以下の自治体がシュヴェービッシュ・ハルに隣接し境界を接している。北から時計回りに：
ウンターミュンクハイム、ブラウンスバッハ、ヴォルパーツハウゼン、イルスホーフェン、フェルベルク、オーバーゾントハイム、ミヒェルバッハ・アン・デア・ビルツ、ローゼンガルテン、ミヒェルフェルト（以上、シュヴェービッシュ・ハル郡）およびヴァルトブルク（ホーエンローエ郡）

### 市の構成

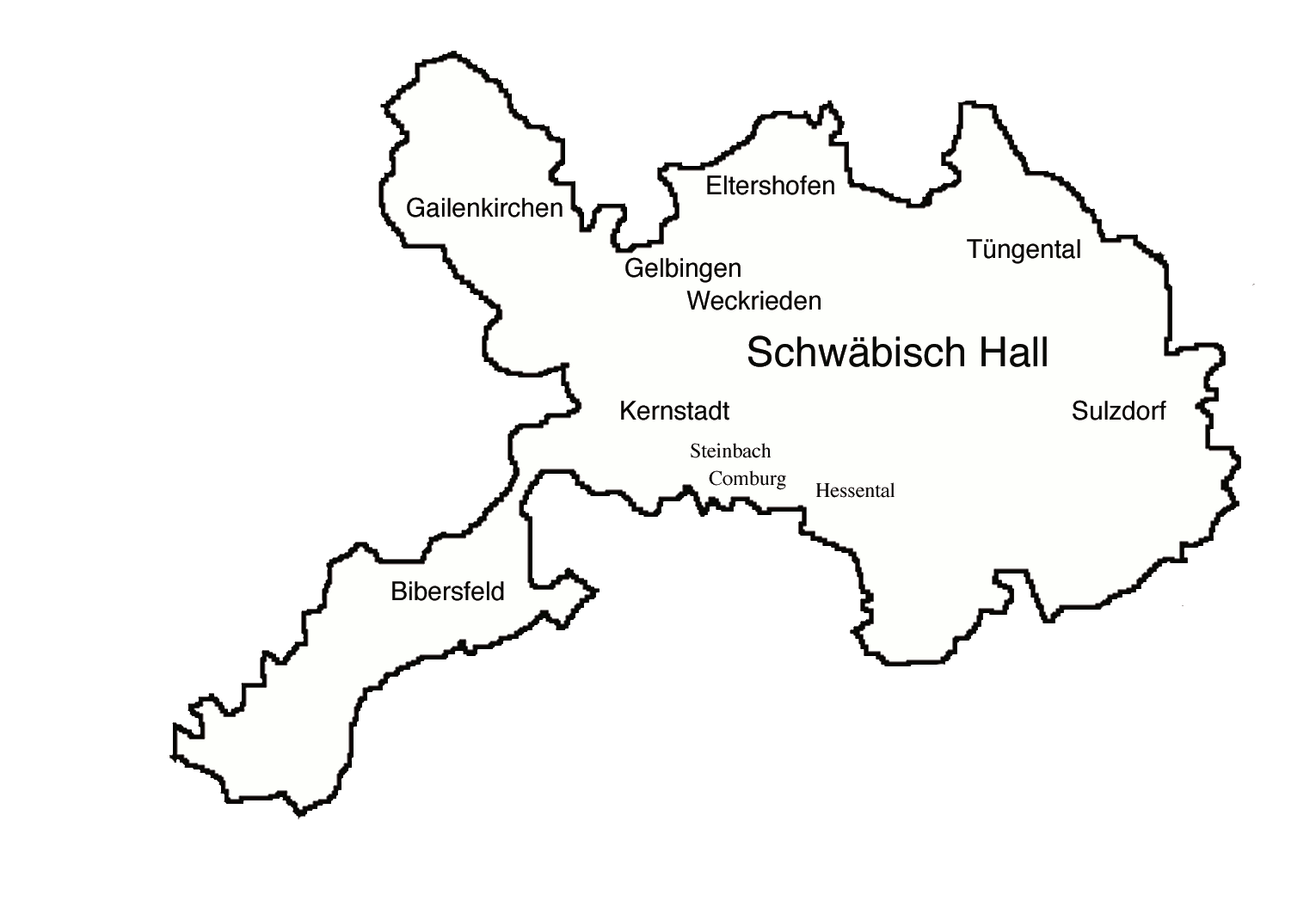
地区のレイアウト

シュヴェービッシュ・ハルは、一つの中核地区と8つの周辺地区、すなわち、ビーバースフェルト、エルタースホーフェン、ガイレンキルヒェ、ゲルビンゲン、ズルツドルフ、チュンゲンタール、ヴェックリーデンに分けられる。これらは1970年代になってから行われた合併の結果できあがった構成である。これらの地区は、バーデン＝ヴュルテンベルク州の市町村法が適用される小さな自治体としての位置づけを同時に有しており、すなわち、地区議会や地区運営責任者を有している。地区議会は、各地区の選挙権を有する住民の投票で選出される。さらに各地区には管理事務所がおかれ、「地区の町役場」として機能している。
中核地区と地区はさらに小さな居住区に細分され、その名前に「−ベツィルク」あるいは「ヴォーンプラッツ」をつけて居住区名とする。

### 地域プラン
シュヴェービッシュ・ハルは、上級中心都市ハイルブロンを核とするハイルブロン＝フランケン地域連合の中級中心都市である。中級中心都市としてのシュヴェービッシュ・ハルが管轄する都市や自治体は、シュヴェービッシュ・ハル郡の南西部に当たる地域で、具体的には、ブラウンスバッハ、ビューラータン、ビューラーツェル、フィヒテンベルク、ガイルドルフ、イルスホーフェン、マインハルト、ミヒェルバッハ・アン・デア・ビルツ、ミヒェルフェルト、オーバーロート、オーバーゾントハイム、ローゼンガルテン、ズルツバッハ＝ラウフェン、ウンターミュンクハイム、フェルベルク、ヴォルパーツハウゼンである。

## 歴史

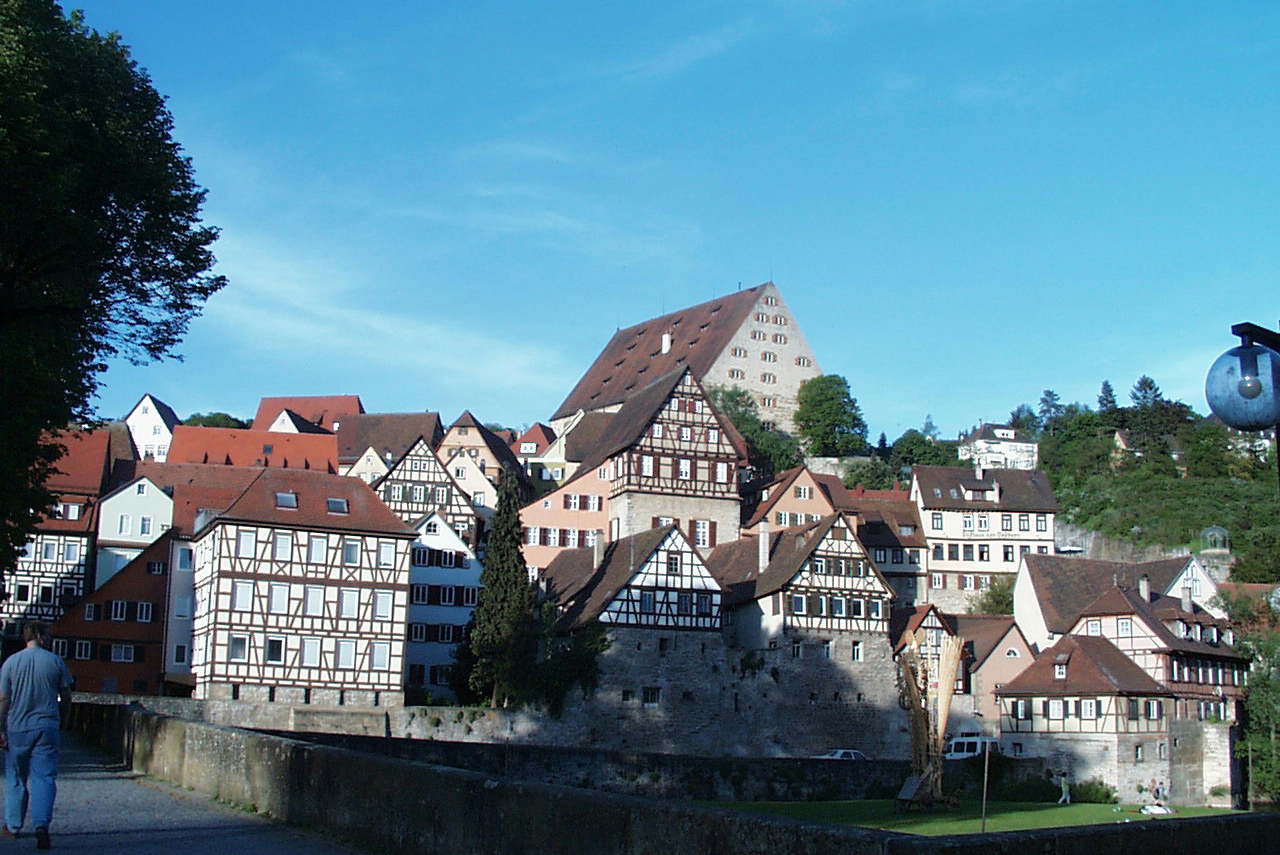
シュヴェービッシュ・ハル旧市街

### 名前
ヴュルテンベルクのフランキッシェ地方に位置する町シュヴェービッシュ・ハルは、記録されている最も古い文書では単に「ハル」と呼ばれている。この言葉は、しばしば、ケルト語の塩の意味であると解釈されているが、たぶん西ゲルマン語由来の「熱の作用で乾燥させる」といった意味で、塩田で塩を煮詰める作業を意味しているのであろう。この街は中世の初めにはシュヴァーベン公爵領には属しておらず、（東）フランク王国に属していた。ギズレベルト・フォン・モンスの年代記（1190年）では「Hallam in Suevia」として項目を起こして、以下のように説明している。すなわち、この街は当時シュタウフェン家の支配地域に属していたため、その全領土の中でも最も重要な所領であるシュヴァーベン公国の名前をとって名付けられたのだ。「シュヴェービッシュ」・ハルの名前が定着するのはもっと後の時代で、これは現在で言う14から15世紀の帝国都市とフランク王国との深刻な軋轢に対してヴュルツブルクの法廷が下した裁定に基づいている。1442年に議会は、この街はシュヴェービッシュ・ハルと呼ばれ、シュヴァーベンの土地に位置しており、ヴュルツブルクの法廷の管轄外である、と説明している。1489年にこれが議会の公式な結論であるとされ、あらゆる公式文書にこの街は「シュヴェービッシュ・ハル」（あるいはラテン語でHala Suevorum）と記述されることとなった。その後、近隣地域の大部分がフランケン帝国クライスに加盟していたにもかかわらず、シュヴェービッシュ・ハルは、1521年にシュヴァーベン・クライスに加盟した。1802年にヴュルテンベルクに編入されて以後は、「シュヴェービッシュ」はこの街の公式な名称から抹消されたが（確かに、かつての帝国を連想させる不都合な名称ではある）、日常の会話の中では慣例的に使われ続けた。ところが、第三帝国時代（1934年）になると「シュヴェービッシュ」は再び公式な名称として使われるようになった。その理由は、同じ「ハル」という名前を持つ町を識別することだけではなかった。

### 原始および古代
現在この街がある場所に、初めて人が住み始めたのは、新石器時代（およそ紀元前6,000年）という証拠がある。彼らは、深いコッハー渓谷上の高地や、あるいは現在のクロイツエッカー地方やヘッセンタールの一部に住んだ。今日の市域でケルト人の製塩業が始まったのは紀元前5世紀から1世紀であったことが証明されている。塩分を含んだ地下水を汲み上げ加熱することで塩を得ていた。

### 中世と1802年までの近代前期

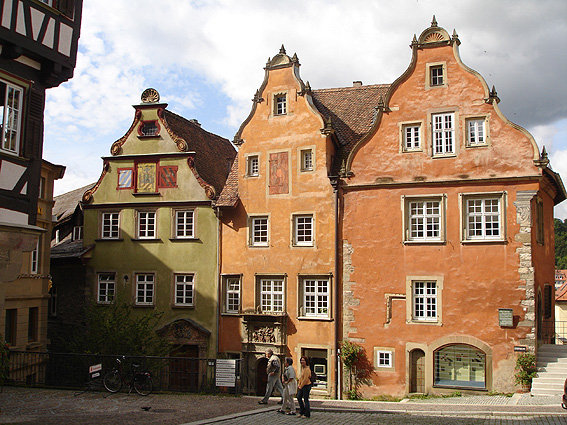
マルクト広場に面したルネッサンス様式の建物

古代の居住地域と中世のシュヴェービッシュ・ハルとの連続性は未だに証明されていない。ハルの存在を示す典拠となる最初期の文書はおそらく『エーリンゲンの寄付行為書』であろう。この文書は偽書で1037年の日付を持つが、実際には11世紀の末に創作された物である。防御に不向きな谷間に中世都市が成立した理由は製塩にあった。この街は最初コムブルク＝ローテンブルク伯爵領であったが、1116年に伯爵家が断絶した後シュタウフェン家の勢力下に移った。都市への発展は、12世紀にいくつかの段階を経てなされた。1156年の聖ミヒャエル教会の聖別記録の中に初めてシュヴェービッシュ・ハルが明確に記載されている。ハルに貨幣の鋳造局を創設したのは、おそらくフリードリヒ1世（フリードリヒ・バルバロッサ）であろう。この鋳造所でヘラー硬貨（＝ハラー・プフェニヒ）が製造された。大量に製造された薄い銀の少額硬貨はたちまち帝国中あるいは帝国の外へ流布していった。近現代のドイツ文化圏諸国で使用された補助通貨単位「ヘラー」はこれを語源とする。1204年に、シュヴェービッシュ・ハルは初めてシュタット（都市）となった。製塩と貨幣鋳造がこの街に経済的活力を与えた。ルドルフ・フォン・ハプスブルクは1280年にリンプルク献酌侍従家との間の市の統治に関する争いを終結させ、シュヴェービッシュ・ハルが帝国都市となることを可能にした。支配層は、シュタウフェン家の家令の出自を持つ都市貴族であった。内紛の後、非貴族の者が統治者の一部を占めるようになった。1340年の皇帝ルートヴィヒ・フォン・バイエルンの法令書は1802年まで小規模な修正を加えられながらも有効であり続けた。最も重要な機関は、市会（ラート）であり、そのトップとして市長（シュテットマイスターあるいはビュルガーマイスター）を置いた。市会は12人の貴族、6人の「中流市民」、8人の職人で構成された。こうした都市貴族の主導権は1509年から1512年の「第二次紛争」により破壊された。この後、市民階級や増加するアカデミックで知的な上層階級が主導権を握った。

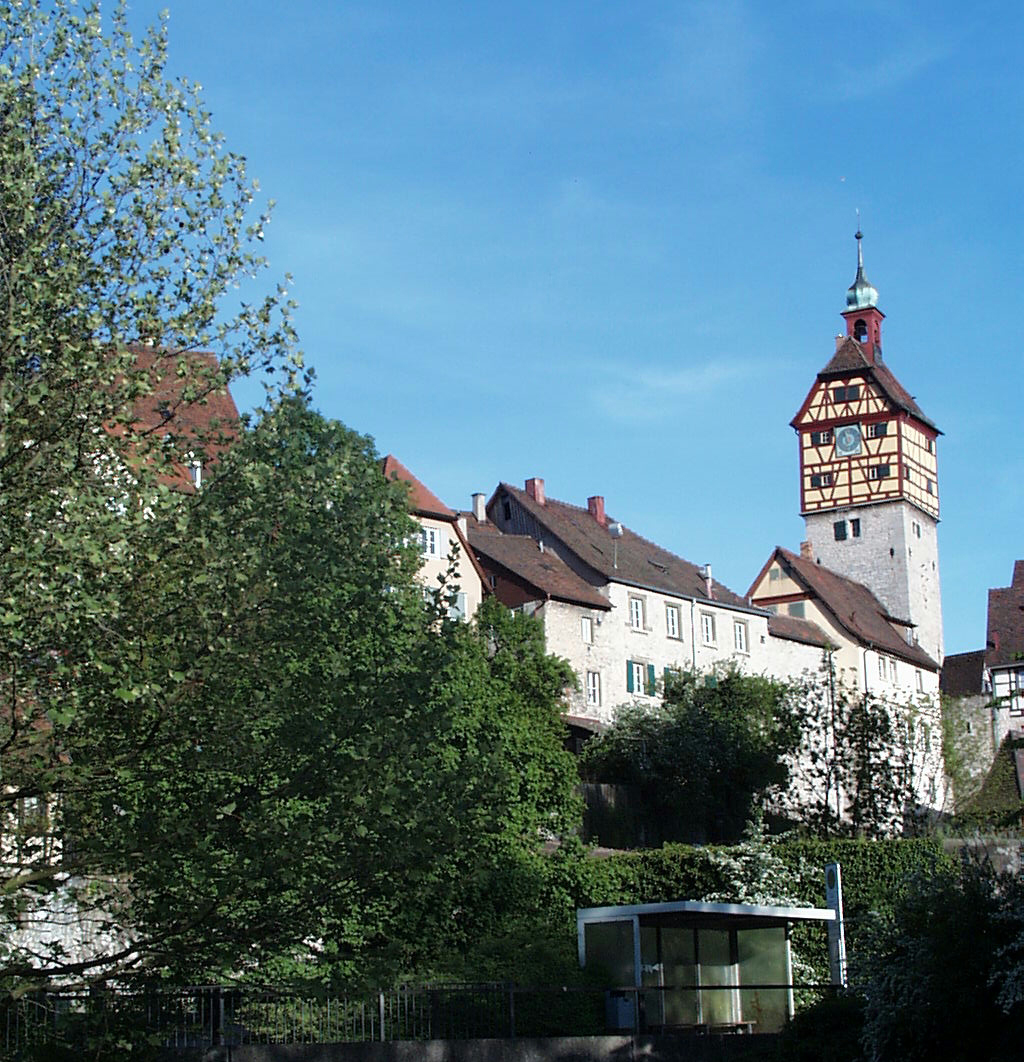
ヨーゼン塔は14世紀市壁の拡大に伴い建設された

14, 15, 16世紀には帝国都市シュヴェービッシュ・ハルは、組織的にその版図を拡大していった。いつでも機会があれば支配権を買い上げ、必要とあれば武力で防衛も行った。最後の大きな収穫は1595年にフェルベルクの統治権を買い上げたことであった。
1522年以降この地で働いていた神学者ヨハネス・ブレンツは1523年に宗教改革に移行し始め、1543年の教会法令集で移行を完了した。この帝国都市は、1525年のドイツ農民戦争の際に、蜂起した農民に対して守り抜いた、数少ない自治組織地域の一つであった。シュマルカルデン戦争で、この街はプロテスタント側についたことで、皇帝カール5世に多額の補償金を支払わなければならなかった。三十年戦争では、皇帝軍、フランス軍、スウェーデン軍と入れ替わり訪れる占領軍に耐えた。1634年と1638年の間、住民の5人に1人が伝染病や飢餓の犠牲者となった。それにもかかわらず、戦争終結後には、素早い復興を見せた。

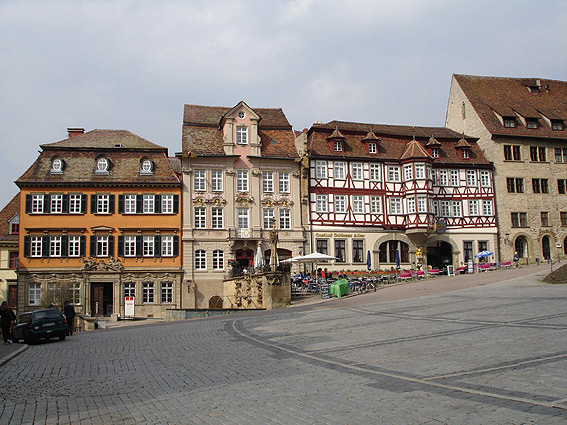
マルクト広場に面したバロック様式の建物

火災がこの街をたびたび襲った。1316年には街の大部分が焼失し、1680年には落雷が原因の火災でゲルビンガー郊外の建物約100棟が失われた。1728年の大火では、旧市街の2/3が焼失した。294軒の民家とともに、2つの教会、病院、市庁舎や製塩所も焼け落ちた。この時の復興で、街は現在見るようなバロック様式の景観となったのである。帝政期の終わり頃には、自由帝国都市シュヴェービッシュ・ハルの統治する地域は330km²、人口21,000人であった。これは、3つの都市、21の教区、90の村や集落を包含していた。この地域は、コッヒェンエック、ローゼンガルテン、ビューラー、シュリヒト、イルスホーフェン、フェルベルク、ホンハルトといった自治体に分割された。

### 19世紀
1802年、帝国都市シュヴェービッシュ・ハルは、ナポレオンの同意により、ヴュルテンベルクに併合された。それはライン左岸一帯をフランスに割譲する代償としての同意であった。この街は、オーバーアムト（ヴュルテンベルクの区画行政都市）となったが、この街に付属していた街や村は別のオーバーアムトに属する独立した行政区画とされた。この後、街は長く続く停滞と後退の時期に入った。ナポレオン戦争が街の財政を破綻させたのだった。商人や職人はバイエルンのフランケン地方にあった市場が新しい国境によって分断され、伝統を持つギムナジウムも1811年にラテン学校に降格されてしまった。それまでは、多くの市民の私有財産であった製塩工場も国家に接収された。その補償交渉は1827年までかかった。取り決められた「恒久的な貸借料」は今日まで当時の所有者の子孫に支払われている。しかし、貨幣価値の変動に関する取り決めはなされていなかったため、その価値は大幅に下落してしまった。製塩工場は1924年に閉鎖された。オーバーアムトとなったことにより、この街に、役所が設置された。1807年にカメーラルアムト（財務局、1919年からは税務局）、1811年にオーバーアムト裁判所（1879年からは区裁判所、日本の簡易裁判所にあたる）置かれた。さらに1839年、刑務所を設置するよう指示があり、旧市街の縁にある街のシンボルと言うべき建物であるノイバウがこれにあてられ1846年まで使われた。また、1868年には郡裁判所（上級審を行う）が設立され、オーバーアムト裁判所（＝区裁判所）の上位に置かれた（1932年には、抗議があったにもかかわらず廃止された）。さらに1896年には労働局が設立されたほか、教育、鉄道、郵便、通信、道路建設、関税、軍事の行政機関が設置された。
1848年革命の際には、シュヴェービッシュ・ハルで混乱はあったものの、暴力沙汰に及ぶことはあまり多くなかった。市民の多数は、民主的な考えを持っており、フランクフルト国民議会には穏健な共和制論者であるシュトゥットガルトの教授ヴィルヘルム・ツィマーマンを選出した。1848年秋、ヴュルテンベルク政府は市民の「無政府主義的思想」のために軍隊による占領を行った。数人の地方の共和制指導者がホーヘンアシュペルクで逮捕され、後にアメリカ合衆国へ移住させられた。帝国の終わりまで市民の大部分は左翼自由主義の考えを持ち、それにふさわしい人物を帝国議会や領邦議会に選出し続けた。SPDの地方事務所が1864年に開設されると、たちまち労働者の代弁者として認知され、選挙では投票数の1/4を獲得した。
シュヴェービッシュ・ハルの工業化は住民を困惑させた。それは本質的に伝統的な手工業の仕事を喪失させた。1862年にハイルブロンへの鉄道開通は根本的な変化をもたらすものではなかったが、観光客が増え、保養地としての発展には寄与したといえる。住民の多くは工業密集地域の近郊や海外に移住した。このため、19世紀の人口は微増にとどまった。20世紀の初めになると旧市街地の周縁に入植者が増え始めた。これに対して、市はこの地域の教育の中心的役割を回復した。1877年にかつてのギムナジウムを復旧させることに成功したのである。また、さらに重要なことは1886年に聖公会病院が開設され、サービス業の発展を促した。この病院は現在もこの街の住民の最も大口の雇用者の一つである。

### 第一次世界大戦から現在まで
1914年から1918年の第一次世界大戦中、傷病兵の療養地となっていた。この頃、ヴァイマール共和国が深刻な政治環境の変化に直面していた。左翼自由主義を掲げるドイツ社会民主党 (SPD)は急速に支持を失い、多くの市民が共和制に敵対していたドイツ国家主義政党DNVPを支持するようになった。ナチス幹部のクリスチャン・マーゲンターラーは1922年には既に国家社会主義ドイツ労働者党(NSDAP)の支部をこの街で組織し、翌年には180-200人の党員がいた。1925年に一旦解散するものの1930年には新たに設立されている。SPDがシュヴェービッシュ・ハルで最大の政治勢力であったのは1932年と1933年の選挙までであった。
1920年代には市の周辺地域への入植が始まっている。この頃、国家社会主義は、1936年からは、空軍の駐屯地であったシュヴェービッシュ・ハル＝ヘッセンタール空軍基地の建物を拠点として浸透していった。この空軍基地は二つの大戦後は1993年まで、「キャンプ・ドーラン」と呼ばれるアメリカ軍の基地となった。第二次世界大戦では爆撃機や、世界で初めて組み立てラインにより製造されたジェット戦闘機であるメッサーシュミット Me262が配備されていた。基地近くのカモフラージュされた工場では、強制労働を課された人々によって組み立てがなされていた。
1933年、ユダヤ人地区から逃亡したメンバーがいたために、残された121人が包囲され、この場で拘束、抹殺された。シュヴェービッシュ・ハルに住んでいたユダヤ人約40人がホロコーストの犠牲者となった。聖公会の障害者保護施設にいた270人が、1940年、いわゆる安楽死政策の対象となり強制連行され、その大部分が殺害された。1944年、800人を収容するヘッセンタール強制収容所が開設され、空軍基地で修理作業をさせられた。少なくとも182人が殺害、飢え、病気のために亡くなった。アラッハの郊外にあるダッハウ強制収容所での「ヘッセンタールの死の行進」ではさらなる犠牲者を数える。1945年4月17日、アメリカ軍がこの街に入った。歴史的な旧市街地は、大きな戦争の被害を受けた。
シュヴェービッシュ・ハルは第二次世界大戦前には既にコムブルクを含むシュタインバッハ、ヘッセンタール、ハーゲンバッハを併合していた。1938年、シュヴェービッシュ・ハル郡のオーバーアムト、シュヴェービッシュ・ハルとなった。1950年代にはシュヴェービッシュ・ハルの人口が20,000人を突破した。これらの結果に基づき、市当局はグローセ・クライスシュタットへの昇格を請求し、バーデン＝ヴュルテンベルク州の州政府は1960年10月1日にこれを施行した。こうした流れの中、1970年代の自治体改造で、チュンゲンタール、ヴェックリーデン、ズルツドルフ、ガイレンキルヒェン、ビーバースフェルト、ゲルビンゲンおよびハイムバッハの各自治体をシュヴェービッシュ・ハルに含むこととなった。1973年1月1日には郡の改造がなされ、シュヴェービッシュ・ハル郡は現在の広さに拡張された。
1982年、バーデン＝ヴュルテンベルク州の第三回地方庭園博覧会のホスト都市となった。
シュヴェービッシュ・ハルはこの地域の教育、商業、文化の中心都市であり、機械工学などの中小企業の街でもある。1944年にベルリンからドイツ国民銀行住宅金融公庫株式会社が疎開して以来、現在ではシュヴェービッシュ・ハル住宅金融公庫株式会社としてこの街最大の雇用者となっており、2001年までは最も大口の営業税を納める企業であった。

### 宗教

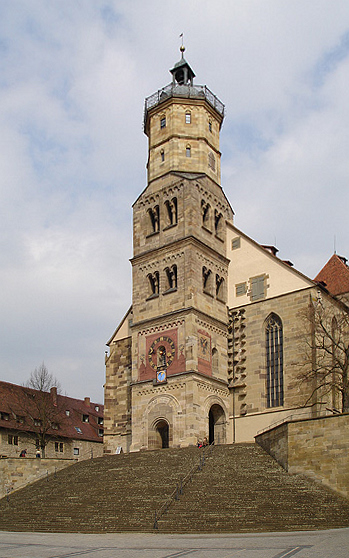
マルクト広場に建つ聖ミヒャエル教会は、街のシンボルでもある。教会前の大階段を利用して野外劇が催される。

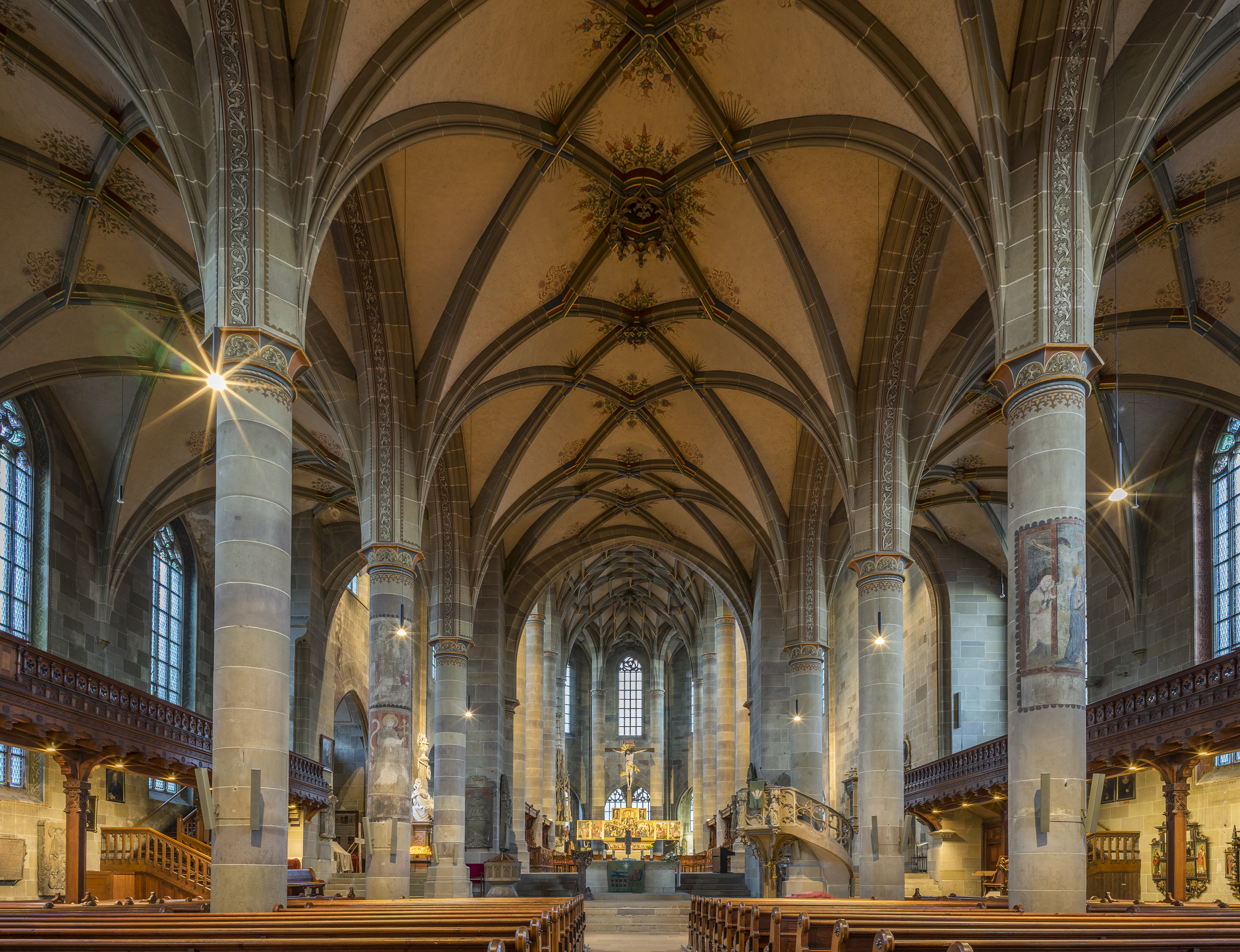

シュヴェービッシュ・ハルの地域は、元々ヴュルツブルク司教区に属し、Landkapitel（地区の拠点） ハルと分類されていた。市当局から聖ミヒャエル教会の説教師に任命された神学者ヨハネス・ブレンツはこの帝国都市を1522年に宗教改革へと導いた。宗教改革が浸透した総仕上げとして、1543年に教会法令集が印刷され、この街や地域に対して拘束力を持った。司教の任命を通してハルの市当局はLandkapitelの小教区にまで宗教改革を広めた。これらの小教区は、帝国都市当局を上位監督機関とする、事実上ハル地方教会ともいうべき、集合体を形成した。1534年、ついにこの街のカトリック教会（聖ヨハン教会）が閉鎖された。皇帝カール5世が、カトリックの司祭を説教壇に呼び戻すまでの移行期を強制的に設けたのは1548年であったが、これは本筋とは関係のないエピソードに過ぎなかった（1558年または1559年まで）。この街は19世紀になるまで、純粋にルター派福音主義教会信徒の街であった。ヴュルテンベルクとの関係から、この街の教区は、ルター派のヴュルテンベルク福音主義州教会に属している。病院のある小教区、聖アーバン（ウンターリムプルク）、聖ヨハン、ゴットヴォルスハウゼンは1812年に廃止され、その後に残った小教区は聖ミヒャエルと聖カタリーナの2つだけであった。シュヴェービッシュ・ハルには教区監督職が置かれた。それは現在では周辺地域の教区をも管轄している。シュヴェービッシュ・ハル統合教区は、聖ミヒャエル教会と聖カタリーナ教会（市街地内部、2004年に小教区連合を形成）、ヨハンネス・ブレンツ教区（ロルホフ、ライフェンホフ、1955年に創設）、クロイツエッカー教区（クロイツエッカージートルング、1964年創設）、ゾフィー＝シュロル教区（ハイムバッハジートルング、トイラースホフ、1992年創設）、ルカ教区（ハーゲンバッハ、1976年創設）から構成される。さらに2002年からは「教区共同体」として南ドイツ教区連合に統合されている。福音主義教会教区がビーバースドルフ、ガイレンキルヒェン、ゴットヴォルスハウゼン、ゲルビンゲン、エルテースホフェン、ヘッセンタール、シュタインバッハ、ズルツドルフ、チュンゲンタールに再び設立されている。

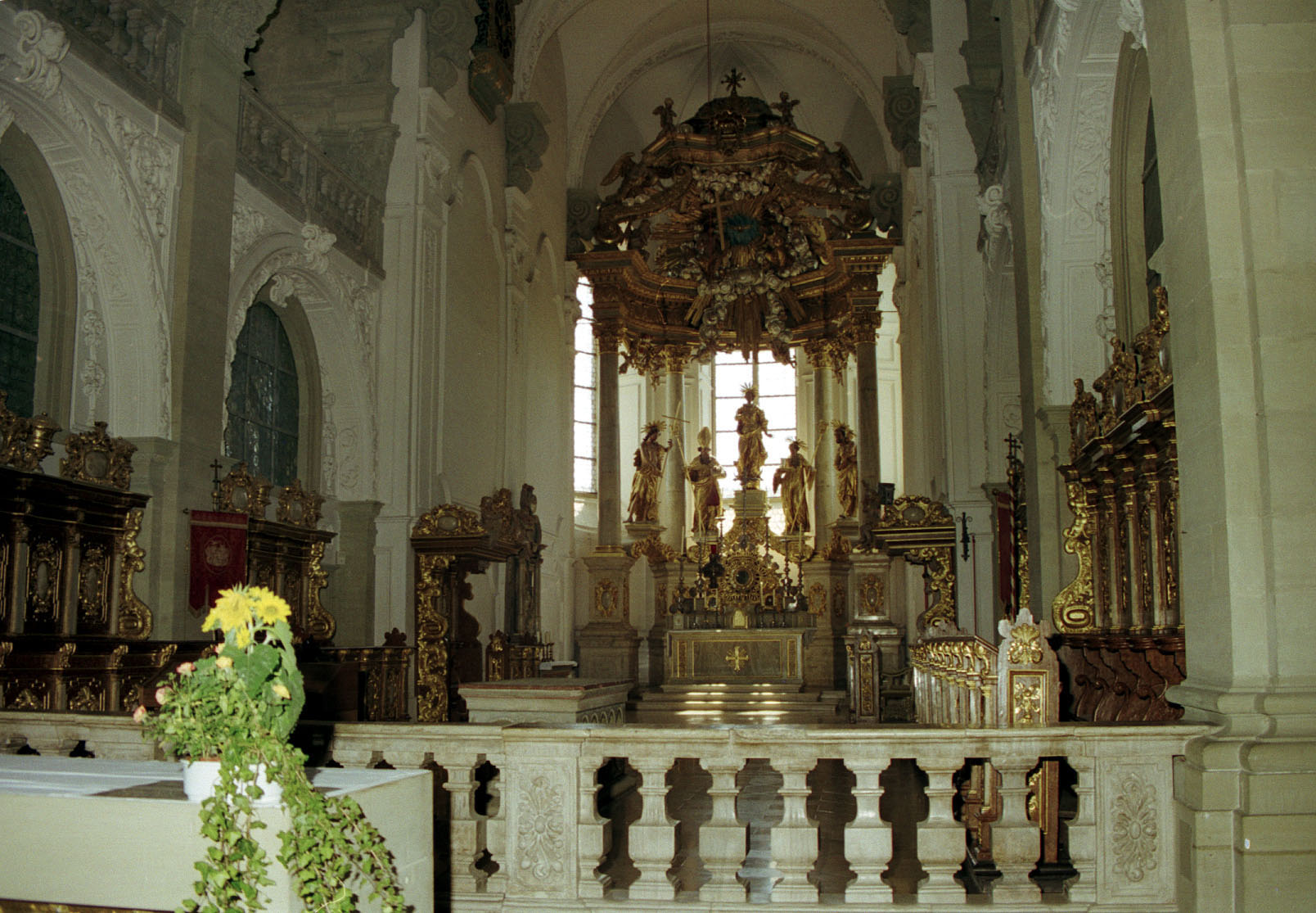
コムブルクの聖ニコラウス参事会教会の内陣

帝国の宗教施設であったコムブルクではカトリックの信仰が保たれた。反宗教改革の流れにもこの教会の所領ではその信仰は保たれた、というよりはむしろ、コムブルクが所有する土地や所領は再カトリック化され、程度の差はあれ再びカトリック信仰になったのであった（今日のシュヴェービッシュ・ハルのシュタインバッハ地区、ヘッセンタール地区、チューゲンタール地区にあたる）。シュタインバッハには小教区が置かれた。1802年にはシュヴェービッシュ・ハルの周縁にカトリック信者が再び住み着いた。最初の大規模な移住団は、1860年代の鉄道建設従事者たちであった。その後、1945年まで故郷を逐われた人や亡命者たちが流入し続けた。1887年以降、彼らは再び自身の小教区（聖ヨーゼフ）を築いた。この小教区は現在、旧市街地区、市内のブライテンシュタイン地区、エルタースホーフェン地区、ゲルビンゲン地区、ヴェックリーデン地区、および近隣のウンターミュンクハイム、エンスリンゲン、ウプリクスハウゼン、クプファーのカトリック信者を担当している。シュヴェービッシュ・ハルの第二の小教区（クリストゥス・ケーニヒ）は1967年に組織されたが、教会は1961年に既にハイムバッハジートルンゲンに建てられていた。この小教区は、現在、ハイムバッハジートルング地区、トイラースホフ地区、ビーバースフェルト地区、ガイレンキルヒェン地区、ゴットヴォルスハウゼン地区、および近隣のミヒェルフェルトとクナーデンタールのカトリック信者を担当する。第三の小教区聖マルクスは、ハーゲンバッハ地区およびラーゼンガルテンのカトリック信者を担当する。シュヴェービッシュ・ハルのカトリック教会には以下のものがある。ヘッセンタールの聖マリア・ケーニギン・デス・フリーデンス教会（この教会はズルツドルフ地区、チュンゲンタール地区およびフェルベルク市も担当している）および洗礼者聖ヨハネシュタインバッハ教会（この教会はミヒェルバッハ／ビルツとローゼンガルテンのツラウ地区も担当する）。これらの教区組織は、ロッテンブルク＝シュトゥットガルト司教下シュヴェービッシュ・ハル首席司祭職が司る二つの司牧単位を形成している。
こうした二大キリスト教組織の他にシュヴェービッシュ・ハルには自由教会、アドベンチスト教会、ヘッセンタールの福音自由教会、福音メソジスト教会（ゾイマルクトのキリスト教会）も存在する。新宗教のエホバの証人を信仰する者もいる。
ユダヤ人の自治組織は中世に成立し、1241年に初めて記録に現れる。1349年には、デプロイのために破壊されるが、その後、成立と破壊を繰り返し、最終的には15世紀に消滅した。1688年に永続的なユダヤ人入植地ができた。彼らは『シュッツユーデン（保護ユダヤ人）』と呼ばれ、市民権を持たず、多くの制約の下で生活しなければならなかった。シナゴーグは、ウンテーリムプルク地区やシュタインバッハ地区の住宅用の建物が流用された。1738年から1739年頃、ポーランドから来たエリーツァー・ズスマンによって描かれたウンターリムプルクのシナゴーグの壁板は、シュヴェービッシュ・ハルのヘリシュ＝フレンキッシェ博物館の最も貴重な展示物であろう。帝国が終わりを迎える1802年以後、制約は緩和され、最終的には1864年に市民と同等の権利を得て制約は消滅した。1828年にはユダヤ人自治区シュタインバッハ＝ハルが発足し、1809年にシュタインバッハにシナゴーグが建てられ、1893年にはハルに礼拝所が追加された。周辺の村からの移住者で自治区は最大300人近いメンバーに拡大したが、その後海外に移住したり、より大きな都市へ移ったりしたために縮小し、1933年には125人となった。この後、ユダヤ人自治区はナチスの恐怖政治により破壊され、メンバーは海外に移住したり、強制的に連行され殺害された（約40人が犠牲となった）。1946年から1949年の間、ホロコーストから生き延びたユダヤ人たちはシュヴェービッシュ・ハルの3つの施設に収容された。1980年代以降、市はかつてのユダヤ人居住者に接触し、彼らがたとえばイスラエルやアメリカ合衆国で暮らせるよう取りはからった。1990年以降、かつてのソヴィエト連邦からの移住者がユダヤ人居住区に再び住み着いている。
1960年代以降、外国人労働者として多くのトルコ人がシュヴェービッシュ・ハルにやって来た。彼らは、この地域の1,000のムスリムの内、約800人を占めている。1979年には、トルコ人労働者の互助会とスポーツ協会が組織され、2004年からはトルコ人ムスリム教徒の自治区がガイルドルフ街道沿いのメフラーナ＝モシェーに作られた。

### 市町村合併
以下の自治体は、すべてシュヴェービッシュ・ハル郡に属していたが、シュヴェービッシュ・ハル市に編入された。
- 1930年10月1日：シュタインバッハ（コムブルクとアインコルンを含む）
- 1935年4月1日：ハーゲンバッハ（ビーバースフェルト地区）
- 1936年7月1日：ヘッセンタール
- 1972年1月1日：ガイレンキルヒェン、ズルツドルフ、チュンゲンタール、ヴェックリーデン
- 1972年7月1日：ビーバースフェルト
- 1973年7月1日：エルタースホーフェン
- 1975年1月1日：ゲルビンゲン
- 1978年1月1日：ハイムバッハ（その後、ミヒェルフェルトの一部となった）

### 人口推移
各時点での市域の人口を示す（市域の変遷は前項参照）。人口数は推定値、国勢調査結果、あるいは各時点での統計局（あるいは居住区役所）の公式文書による。

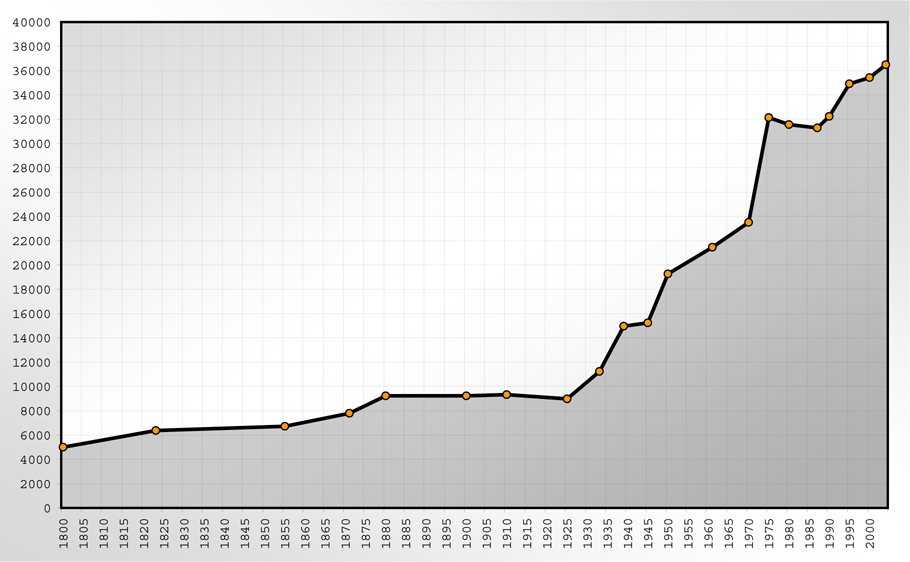
人口推移

| 年              | 人口       |
| --------------- | ---------- |
| 1514年          | 1,124 世帯 |
| 1800年          | 約 5,000   |
| 1823年          | 6,374      |
| 1855年          | 6,720      |
| 1871年12月1日   | 7,793      |
| 1880年12月1日 ¹ | 9,222      |
| 1900年12月1日 ¹ | 9,225      |
| 1910年12月1日 ¹ | 9,321      |
| 1925年6月16日 ¹ | 8,978      |
| 1933年6月16日 ¹ | 11,239     |
| 1939年5月17日 ¹ | 14,964     |

| 年              | 人口   |
| --------------- | ------ |
| 1945年12月      | 15,232 |
| 1950年9月13日 ¹ | 19,266 |
| 1961年6月6日 ¹  | 21,458 |
| 1970年5月27日 ¹ | 23,505 |
| 1975年12月31日  | 32,129 |
| 1980年12月31日  | 31,562 |
| 1987年5月27日 ¹ | 31,289 |
| 1990年12月31日  | 32,226 |
| 1995年12月31日  | 34,910 |
| 2000年12月31日  | 35,428 |
| 2004年6月30日   | 36,490 |

¹ 国勢調査結果

## 政治

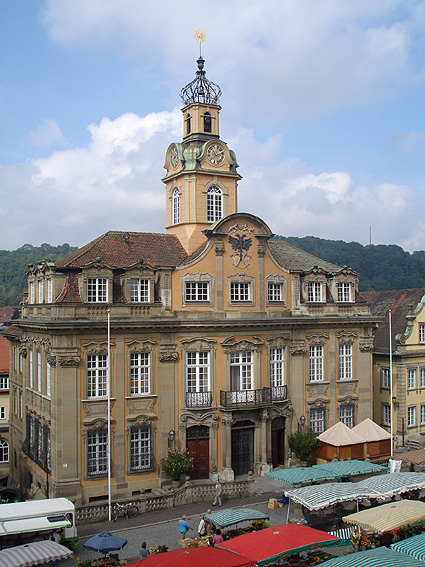
1735年に建設された市庁舎

### 市議会
シュヴェービッシュ・ハルの市議会は議席数38で、当選者は"Stadträtin/Stadtrat"という肩書きとなる。

### 市長
- 1803年-1819年: ゲオルク・カール・ハシュペル（Georg Karl Haspel）
- 1819年-1828年: ヨハン・フリードリヒ・ヘーツェル（Johann Friedrich Hezel）
- 1829年-1848年: ロレンツ・ヴィベル（Lorenz Wibel）
- 1848年-1881年: フリードリヒ・ハーガー（Friedrich Hager）
- 1882年-1887年: オットー・ヴンダーリヒ（Otto Wunderlich）
- 1888年-1899年: フリードリヒ・ヘルバー（Friedrich Helber）
- 1899年-1926年: エミル・ハウバー（Emil Hauber）
- 1927年-1945年: ヴィルヘルム・プリンツィング, Jr.（Dr. jur. Wilhelm Prinzing）
- 1945年-1954年: エルンスト・ホルヌング（Ernst Hornung）
- 1954年-1974年: テオドール・ハルトマン（Theodor Hartmann）
- 1974年-1996年: カール・フリードリヒ・ビンダー（Karl Friedrich Binder）
- 1997年-現在: ヘルマン＝ヨゼフ・ペルグリム（Hermann-Josef Pelgrim、SPD)

### 紋章
市の紋章は二つの部分からなる。上半分は、黄色い背景に赤い円があり、その中に黄色い十字が描かれており、下半分は赤地に白い縁取りのある青い丸があり、その中に白い手が上を示して描かれている。この紋章は、シュヴェービッシュ・ハルで鋳造されていた中世の貨幣である、ハーラー硬貨の両面を示している。

### 友好都市
- エピナル、フランス 1964年
- ラフバラー、 イギリス 1966年
- ラッペーンランタ、フィンランド 1985年
- ノイシュトレーリッツ、ドイツ メクレンブルク＝フォアポンメルン州 1988年
- ザモシチ、ポーランド 1989年
- バルケシル、トルコ 2006年

## 経済と社会資本

### 交通
シュヴェービッシュ・ハルには連邦アウトバーン6のハイルブロン＝ニュルンベルク入り口がある。さらにブンデスシュトラーセB14がシュトゥットガルト - ニュルンベルク、B19がウルム - アーレン - シュヴェービッシュ・ハル - ヴュルツブルクを結んでいる。
この街は、シュトゥットガルト - シュヴェービッシュ・ハル - クライルスハイム - ニュルンベルクと結ぶムル鉄道の沿線に位置している。この路線の駅は、ヘッセンタール地区にある。ここから、エーリンゲンを経由してハイルブロンに至るホーヘンローエ鉄道が分岐している。この区間にシュヴェービッシュ・ハル市駅がある。地区を越えた公共交通機関のバス路線もある。すべての交通サービスは、シュヴェービッシュ・ハル近郊交通グループに属している。

### メディア
- シュヴェービッシュ・ハルには日刊の新聞「Haller Tagblatt」がある（1788年創立）
- 週刊誌、アルファー・プレスは1970年に社団法人クラブ・アルファー60によって創刊された。
- 1995年から、無料の非営利誌「Radio StHörfunk」がある。

### 官庁、裁判所、施設
シュヴェービッシュ・ハルは、同名の郡の郡庁所在地である。さらに公立の職業紹介所、税務署、公証役場がある。シュヴェービッシュ・ハルには、区裁判所がある。これはハイルブロン地方裁判所の下部組織であり、さらにはシュトゥットガルト上級地方裁判所の下部組織にあたる。
この街はまた、ヴュルツブルクの福音派のシュヴェービッシュ・ハル地区教会の所在地でもあり、ローテンブルク＝シュトゥットガルト司教区の主席司祭職の所在地でもある。

### 教育
シュヴェービッシュ・ハルには私立の専門単科大学、University of Applied Sciences（応用科学大学）がある。これは財団法人"Der Hospital zum Heiligen Geist in Schwäbisch Hall"による国家認定の専門単科大学である。
シュヴェービッシュ・ハルの基本教育については、2つのギムナジウム（シュールツェントラム・ヴェストのエラスムス＝ヴィトマン＝ギムナジウムと、聖ミヒャエル教会の近くにギムナジウムがある）、2つの実科学校（シュールツェントラム・ヴェストのレオンハルト＝ケルン実科学校とシェンケンゼー実科学校）、2つの基幹学校（シェンケンゼー実科学校付属基幹学校とシュールツェントラム・ヴェストのトーマス＝シュヴァイカー実科学校兼基幹学校）、1つの障害者学校（フリーデンスベルク学校）、さらにはたくさんの基礎学校がある。
シュヴェービッシュ・ハル郡には3つの職業訓練校（営業の学校、商業学校、ジビラ＝エーゲン家政学校）がある。さらには、言語症者のための学校もある。
以下の私立学校がシュヴェービッシュ・ハルの教育環境を向上させている：財団法人シュヴェービッシェ老人ホーム連盟の老人養護学校、シュヴェービッシュ・ハル福音派社会教育学専門学校、ハイム・ゾンネンホフの福音派養護教育看護学校、シュヴェービッシュ・ハル自由ヴァルドルフ学園、シュヴェービッシュ・ハル新教社会奉仕団の病者と病人看護の学校、ハイム・イン・フライアー・トレーガーシャフトの精神障害者のための養護学級を持ったゾンネンホフ養護学園。
コムブルクには、教師のための継続教育と自己教育のための学校がある。

## 文化と見所

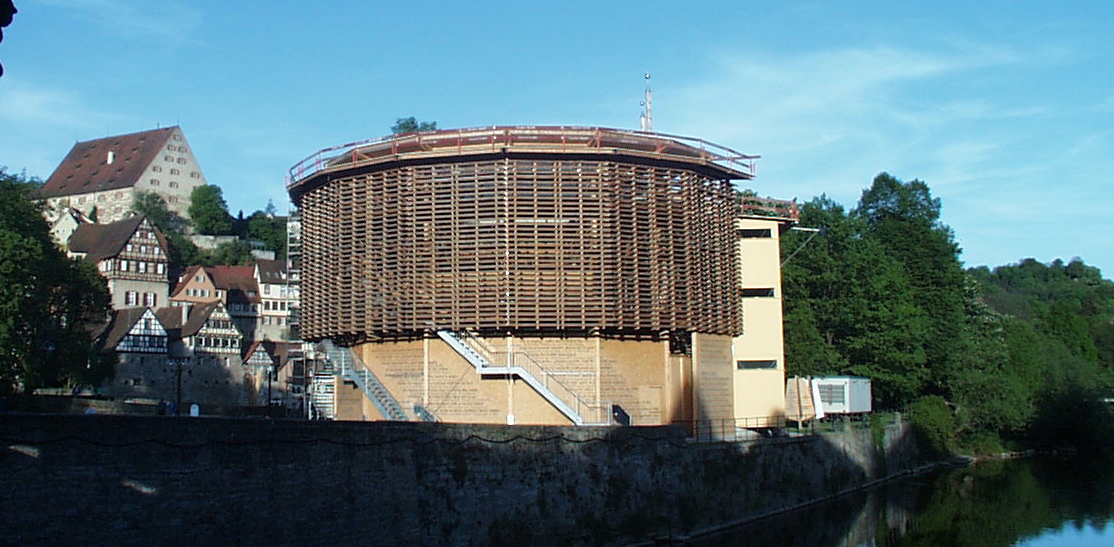
ハーラー・グローベ劇場

### 劇場
- 6月から8月まで聖ミヒャエル教会の大階段で行われる野外劇場とウンターヴェールトのハーラー・グローベ劇場
- ゲルハルツ・マリオネット劇場

### 美術館・博物館
- ヴュルト芸術ホール（近代芸術：実業家ラインホルト・ヴュルトの個人的なコレクションを展示している）
- ヘリッシュ＝フレンキッシェ博物館（街と地域の歴史）
- ホーヘンローハー・フライラント博物館ヴァッカースホーフェン（地方文化と歴史）
- ギャラリー・アム・マルクト（近代芸術）
- ハウス・ランゲ・シュトラーセ49（1470年のアームロイテハウスに関する中世考古学研究）
- 消防博物館

### 建築

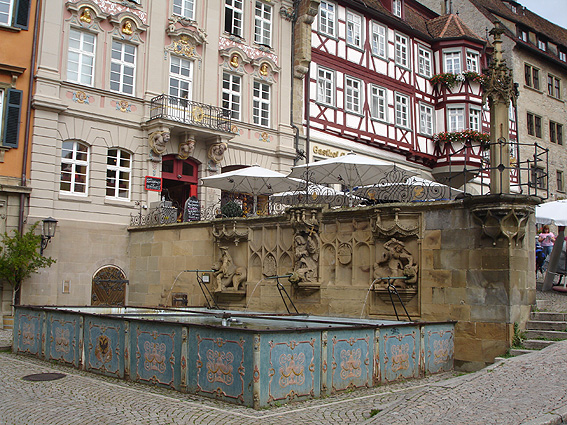
マルクト広場の泉とさらし台

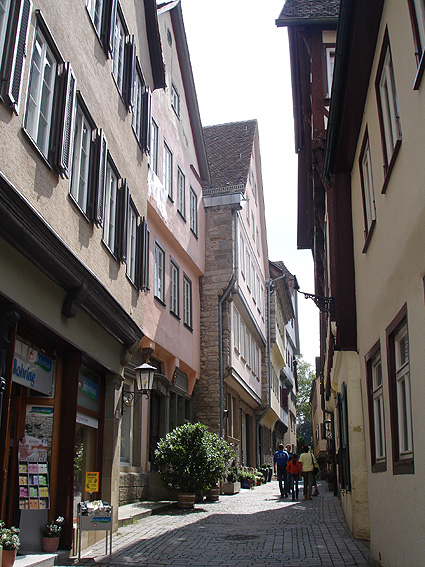
オーバーヘルンガッセ

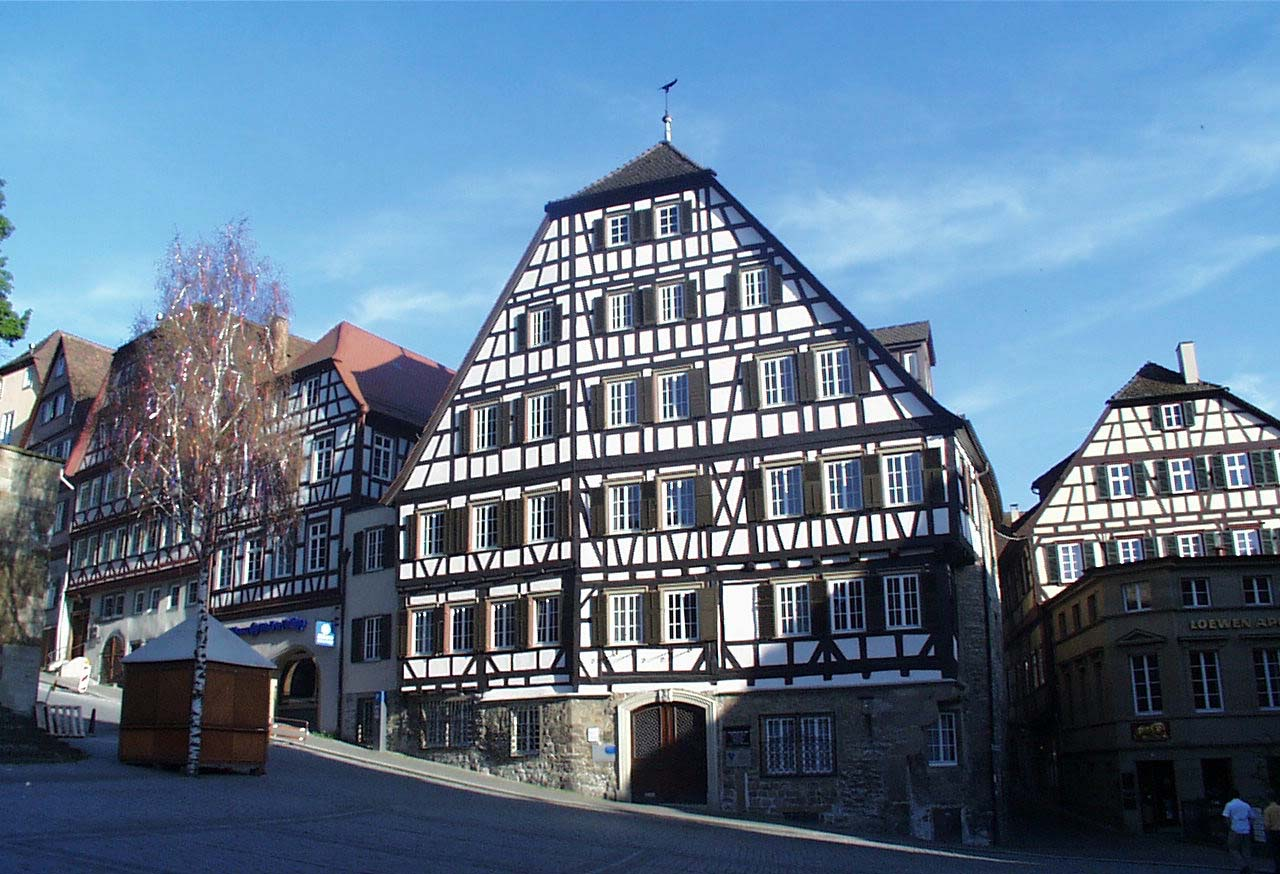
木組みが見事なクラウシュニッツァーハウス

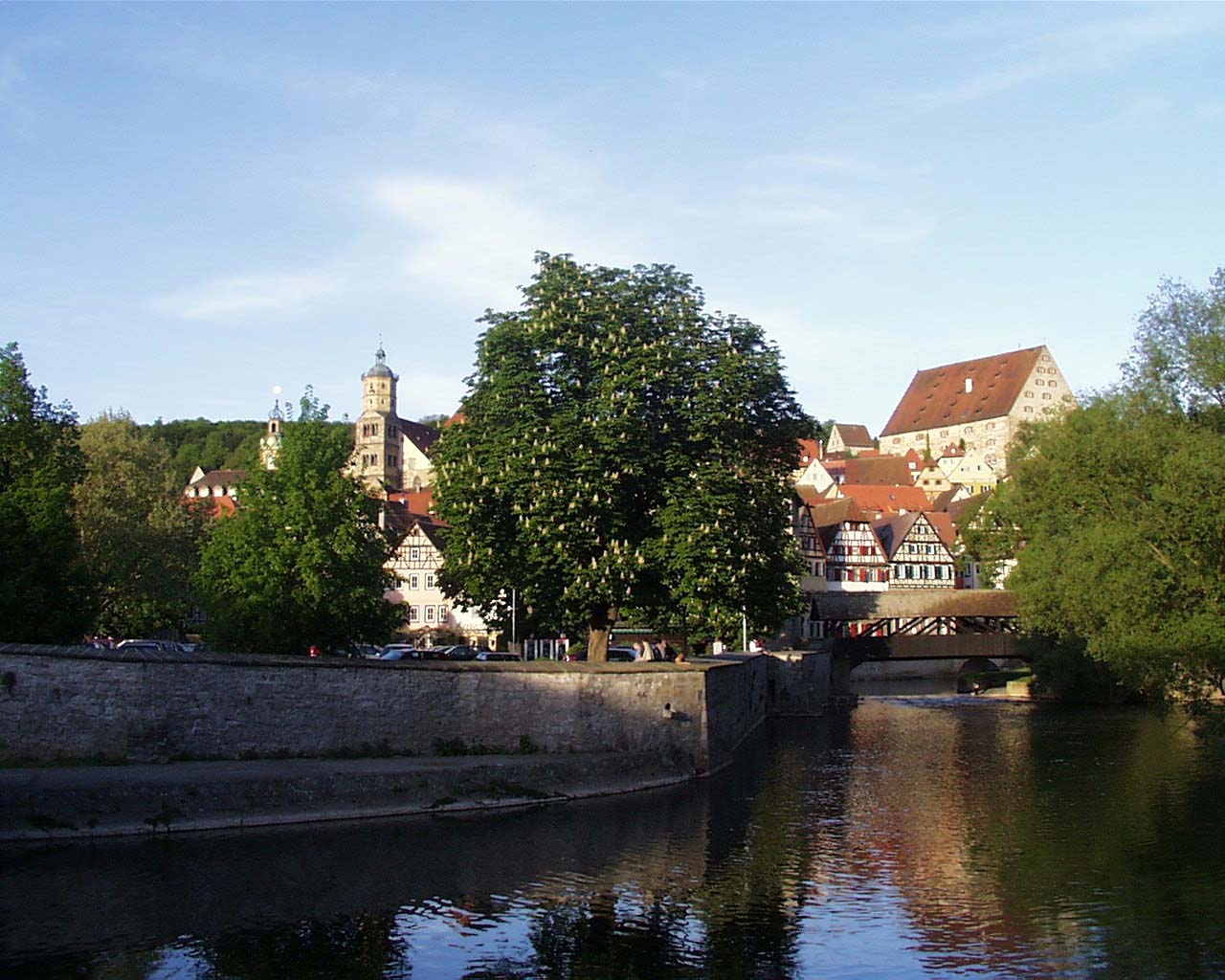
右手中景の屋根付きの橋が製塩所小橋、その奥丘の上の巨大な建物がノイバウ、画面左手に聖ミヒャエル教会の塔が見える

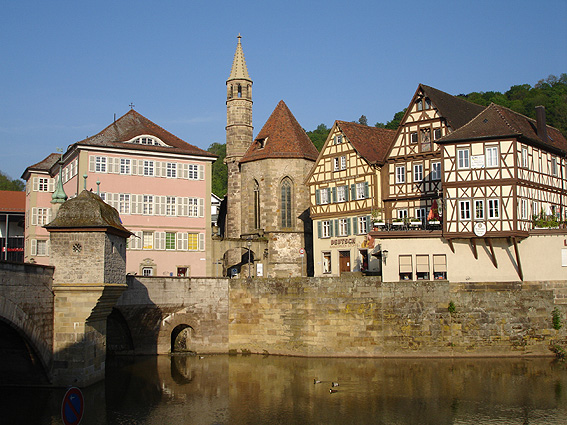
ヘンカー橋と旧市街、聖ヨハン教会

見所は多くの歴史的建造物がある旧市街に集中している。その大部分は1728年の大火事以降に建てられたものである。マルクト広場、ローゼンビュール、コッハー川の間の南東部、ゲルビンガー通りやカタリーネン地区、ヴァイラー地区に中世後期の古い民家が遺されている。特に優れたものを以下に述べる。
- マルクト広場：大階段、さらし台、ハウス・ボイシャーの彫刻（1509年）が施された泉、福音派の主要教会である聖ミヒャエル教会（この街のシンボルである）、バロック様式の市庁舎（Am Markt 4、1735年）、ルネサンス様式の家（Am Markt 5/6、1550年）、ホテル・アーデルスホフ（古い部分は1300年）、他にも多くの歴史的建造物がある。
- 街の防御施設：門、市壁、塔、およびノイバウ（1526年の大兵器庫）のあるシートガルテン地区。
- 街の防御施設：ヴァイラー門のあるヴァイラー地区。
- 15-16世紀の市の貴族の屋敷が並ぶオーバー・ヘルンガッセおよびウンター・ヘルンガッセ。中には、1289年建造というドイツで最も古い木組み建築の一つがある（Untere Herrngasse 2）。
- ケッケントゥルム：13世紀の住居（ヘリッシュ＝フレンキッシェ博物館の一部となっている）
- ウンターヴェールト（コッハー川の小島）：旧市街、野外劇場であるグローベ劇場およびローテム・シュテーク（赤い小橋）の眺め、ズルファーシュテーク（製塩所小橋、屋根付きの木製橋）
- 教会：
  - 聖ミヒャエル教会（福音派）、1156年に建造された市の主要教会。後期ゴチック様式のハーレンキルヒェ（ホール式教会）で、ロマネスク様式の古い塔を持ち、ミヒャエル・エルハルトのキリスト十字架像（1494年）と主祭壇（オランダ製、1470年）をはじめとして、祭壇や墓標は豪華な調度で飾られている。
  - 聖カタリナ教会（福音派）、ゴシック・リヴァイヴァル建築（1896年 - 1898年）。ロマネスク様式の塔（1240年）とゴシック様式の聖歌壇（1343年）、中世のガラス窓と金箔装飾のオランダ製祭壇（1450年）を持つ。
  - 聖ウルバン教会（元はマリア教会、福音派）ウンターリムプルク地区にある。1230年に創設され、1250年頃に拡張された。15世紀から17世紀にこの地域で初めてオランダ製の彫刻祭壇（1445年）を得て増築された。
  - 聖ヨハン教会。ロマネスク様式（12世紀末）にゴシック様式の拡張がなされた聖ヨハネ騎士団の教会。（1812年に世俗化され、現在は展示ホールとなっている）
  - 都心部の他に周辺居住区にも福音派の教会がある。1954年建造のハイムバッハ地区のヨハネス＝ブレンツ教会や1956年のクロイツエッカー教会がそれである。さらに2つの近代建築の教会、トイラースホフのゾフィー＝ショル教会（2003年に新築）とハーゲンバッヒャー・リングのルカ教会（1989年）である。
  - カトリック教会である聖ヨーゼフ教会は1887年にゴシック・リヴァイヴァル様式で建築された。新しいカトリック教会としては、トイラースホフのクリストゥス・ケーニヒ教会（1961年）とハーゲンバッヒャー・リングの聖マルクス教会（1983年）がある。
  - メソジストのクリストゥス教会、1933年
  - 新使徒教会

周辺居住区には以下の教会がある。
- 聖十字架エルラッハ教会（福音派）、ロマネスク様式の洗礼盤と1400年頃のフレスコ画のあるゴシック様式の防御教会。
- 洗礼者聖ヨハネ教会（カトリック）、シュタインバッハ。ロマネスク様式の、おそらくこの地域で最も古い（1100年頃）教会である。
- 聖エギジエン教会（クラインコムブルク）、シュタインバッハ。ヒルザウアー様式のロマネスク・バジリカ（1120年頃）で、1880年に創建時のフレスコが修復された。現在は教会として使われていない。後に増築されたカプチン会修道院は、シュヴェービッシュ・ハル刑務所の分所であり、立ち入り禁止となっている。
- 聖ニコラウス教会（コムブルク）シュタインバッハ。1715年のバロック様式の参事会教会で古いロマネスク様式の塔を持つ。
- ビーバースフェルト（福音派聖マルガレータ教会、1868年創建、古い塔を持つ）、エルタースホーフェン（1769年の福音派フィリア教会）、ガイレンキルヒェン（ロマネスク様式の福音派小教区教会）、ゲルビンゲン（福音派聖マリア、両ヨハネおよびカタリーナ教会。ゴシック様式、1949-50年に再建）、ゴットヴォルスハウゼン（ゴシック様式の福音派聖ヨハネ・バプチスト教会）、ヘッセンタール（1949-51年に再建された古い塔を持つ福音派聖マテウス教会、カトリックの聖マリア・ケーニギン・デス・フリーデンス教会、1964年）、シュタインバッハ（福音派マルティンス教会、1968年）、ズルツドルフ（福音派聖マルガレータ教会、1949-50年に再建）、チューゲンタール（福音派ウンゼレン・リーベン・フラウ小教区教会、1949-50年に再建）

### その他の見所
- コムブルク、シュヴェービッシュ・ハル＝シュタインバッハの高台にある、有名なベネディクト会修道院。
- リムプルク城趾、ウンターリムプルク地区の高台にある。
- アインコルン、シュヴェービッシュ・ハル＝ヘッセンタールの高台にある展望台のある見晴らしの良い山とバロック様式の十四救難聖人教会の遺跡。
- 収容所追憶の地、シュヴェービッシュ・ハル＝ヘッセンタール。ヘッセンタール収容所（1944-45年）の追憶の場所。
- ユダヤ人墓地、シュヴェービッシュ・ハル＝シュタインバッハ。
- ロボット技術展示館（ヴァイラー）と『ブリュッケンヘクステン』（ヘンカースブリュッケ）
- レーヴェンブラウエライ・ハル、語りぐさとなっているハラー・レーヴェンブロイはここで醸造された。

### 年中行事
- ケーキと泉の祭り：聖霊降誕祭の製塩業者の祭り（14世紀から開催され続けている）
- ヤコビマルクト：ハールプラッツの商人の市場とシュヴェービッシュ・ハル＝シュタインバッハのコッハーヴィゼントでの大道芸
- 夏の夜祭り：音楽と花火が行われる、街の広場「アッカーアンラーゲン」でのロマンティックな光の祭り
- 南ドイツ・チーズ市：5月にホーヘンローハー・フライラント博物館で開催される。ドイツ全土や隣接する国からの手作りチーズ。
- パン焼きオーブン祭り：ホーヘンローハー・フライラント博物館の一年で最大の祭り。市場も開かれる。オーブンでできたての「ブローツ」、ダンスグループ、家畜コンテスト、曲芸師に音楽。毎年9月の最後の週末に行われる。
- 手工芸家のクリスマス市：伝統的な手工芸作品の市場。あらゆる芸術家や手工芸家の作品が活発に披露される。毎年、待降節最初の週末に開かれる。

## 人物

### この街の出身者
- シェンク・コンラッド・フォン・リムプルク（おそらく1249年 - おそらく1286年 シュヴェービッシュ・ハル近郊のビーエルリート城）ミンネゼンガー
- コンラッド・ヘイデン（1385年頃 - 1444年）法律書「クラークシュピーゲルス (Klagspiegels)」の執筆者
- メルヒオール・ホフマン（1500年頃 - 1543年）再洗礼派指導者
- トーマス・シュヴァイカー（1540年 - 1602年）カリグラファー
- エラスムス・ヴィトマン（1572年 - 1634年）作曲家
- ヨハン・バルタザール・ベイシュラーク（1669年 - 1717年）神学者、教会音楽作曲家
- ヨハン・バルタザール・グレーター（1768年 - 1830年）スカンジナビア文献学の創始者、ドイツ学者
- ヨハネス・フォン・メルツ（1857年 - 1929年）福音派神学者、ヴュルテンベルク福音派地区教会の前総長
- オットー・ルフ（1871年 - 1937年）化学者
- ヴォルフガング・ゲンネンヴァイン（1933年 - 2015年）指揮者、音楽教育家、政治家
- ヨアヒム・リュッカー（1951年 - ）政治家、外交官
- トビアス・ヴァイス（1985年 - ）サッカー選手

### ゆかりの人物
- ヨハネス・ブレンツ（1499年 - 1570年）宗教改革家、プロテスタント神学者、長年にわたってシュヴェービッシュ・ハルで暮らした。
- レオンハルト・ケルン（1588年 - 1662年）彫刻家
- ヨハン・ザミュエル・ヴェルター（1650年 - 1720年）作曲家
- エドゥアルト・メーリケ（1804年 - 1875年）詩人
- クリスティアン・メルゲンターラー（1884 - 1980年）政治家（国家社会主義ドイツ労働者党）、ヴュルテンベルクの領邦議会および帝国議会議員およびヴュルテンベルクの首相、文化大臣
- ゲルハルト・シュトルツ（1898年 - 1983年）教育家、作家、文献学者、ドイツキリスト教民主同盟の政治家、バーデン＝ヴュルテンベルク州の文化大臣
- ヘルマン・ミュラー（1913年 - 1991年）ドイツ自由民主党の政治家で、バーデン＝ヴュルテンベルク州の財務大臣
- アルフレート・ライカム（1915年 - 1992年）公証人、レジスタンス運動家、2002年に「諸国民の中の正義の人」に選ばれている。
- エアハルト・エップラー（1926年 - ）ドイツ社会民主党の政治家
- オリヴァー・シュトルツ（1929年 - ）演出家、脚本家、作家
- ヴァルター・デーリング（1954年 - ）ドイツ自由民主党の政治家、元バーデン＝ヴュルテンベルク州の経済大臣

## 引用
1. ↑  Statistisches Landesamt Baden-Württemberg – Bevölkerung nach Nationalität und Geschlecht am 31. Dezember 2023 (CSV-Datei)
2. ↑  Max Mangold, ed (2005). Duden, Aussprachewörterbuch (6 ed.). Dudenverl. p. 713. ISBN 978-3-411-04066-7